# Ngũ Thường
Ngũ Thường (tiếng Trung: 五常市, Hán Việt: Ngũ Thường thị) là một thành phố cấp huyện thuộc địa cấp thị Cáp Nhĩ Tân, tỉnh Hắc Long Giang, Cộng hòa Nhân dân Trung Hoa. Thành phố này có diện tích 7512 km2, dân số 970.000 người, mã số bưu chính 150200. Chính quyền thành phố Ngũ Thường đóng tại trấn Ngũ Thường. Thành phố Ngũ Thường được chia ra thành 9 trấn (Ngũ Thường, Sơn Hà, Tiểu Sơn Tử, Đỗ Gia, Hướng Dương, Xung Hà, Bối Âm, Sa Hà), 2 trấn dân tộc, 10 hương, 3 hương dân tộc, 1 cục nông lâm.

## Khí hậu
| Dữ liệu khí hậu của Ngũ Thường           | Dữ liệu khí hậu của Ngũ Thường | Dữ liệu khí hậu của Ngũ Thường | Dữ liệu khí hậu của Ngũ Thường | Dữ liệu khí hậu của Ngũ Thường | Dữ liệu khí hậu của Ngũ Thường | Dữ liệu khí hậu của Ngũ Thường | Dữ liệu khí hậu của Ngũ Thường | Dữ liệu khí hậu của Ngũ Thường | Dữ liệu khí hậu của Ngũ Thường | Dữ liệu khí hậu của Ngũ Thường | Dữ liệu khí hậu của Ngũ Thường | Dữ liệu khí hậu của Ngũ Thường | Dữ liệu khí hậu của Ngũ Thường |
| Tháng                                    | 1                              | 2                              | 3                              | 4                              | 5                              | 6                              | 7                              | 8                              | 9                              | 10                             | 11                             | 12                             | Năm                            |
| ---------------------------------------- | ------------------------------ | ------------------------------ | ------------------------------ | ------------------------------ | ------------------------------ | ------------------------------ | ------------------------------ | ------------------------------ | ------------------------------ | ------------------------------ | ------------------------------ | ------------------------------ | ------------------------------ |
| Cao kỉ lục °C                            | 3.0                            | 9.5                            | 19.7                           | 29.0                           | 34.0                           | 37.3                           | 35.7                           | 35.8                           | 30.3                           | 26.4                           | 19.6                           | 9.4                            | 37.3                           |
| Trung bình ngày tối đa °C                | −11.5                          | −5.8                           | 2.9                            | 13.7                           | 21.1                           | 26.1                           | 27.9                           | 26.6                           | 21.6                           | 12.6                           | 0.4                            | −9.2                           | 10.5                           |
| Trung bình ngày °C                       | −17.3                          | −12.2                          | −2.8                           | 7.4                            | 15.0                           | 20.6                           | 23.2                           | 21.6                           | 15.4                           | 6.6                            | −4.6                           | −14.5                          | 4.9                            |
| Tối thiểu trung bình ngày °C             | −22.2                          | −17.8                          | −8.1                           | 1.5                            | 9.1                            | 15.6                           | 19.0                           | 17.3                           | 9.9                            | 1.5                            | −8.9                           | −19.0                          | −0.2                           |
| Thấp kỉ lục °C                           | −37.5                          | −39.1                          | −26.5                          | −13.4                          | −4.4                           | 5.3                            | 9.6                            | 6.6                            | −4.0                           | −14.7                          | −27.5                          | −37.9                          | −39.1                          |
| Lượng Giáng thủy trung bình mm           | 5.4                            | 6.0                            | 13.8                           | 25.5                           | 63.5                           | 108.1                          | 142.1                          | 127.3                          | 54.9                           | 30.0                           | 19.9                           | 9.9                            | 606.4                          |
| Cao kỉ lục °F                            | 37.4                           | 49.1                           | 67.5                           | 84.2                           | 93.2                           | 99.1                           | 96.3                           | 96.4                           | 86.5                           | 79.5                           | 67.3                           | 48.9                           | 99.1                           |
| Trung bình ngày tối đa °F                | 11.3                           | 21.6                           | 37.2                           | 56.7                           | 70.0                           | 79.0                           | 82.2                           | 79.9                           | 70.9                           | 54.7                           | 32.7                           | 15.4                           | 51.0                           |
| Trung bình ngày °F                       | 0.9                            | 10.0                           | 27.0                           | 45.3                           | 59.0                           | 69.1                           | 73.8                           | 70.9                           | 59.7                           | 43.9                           | 23.7                           | 5.9                            | 40.8                           |
| Trung bình ngày tối thiểu °F             | −8.0                           | 0.0                            | 17.4                           | 34.7                           | 48.4                           | 60.1                           | 66.2                           | 63.1                           | 49.8                           | 34.7                           | 16.0                           | −2.2                           | 31.7                           |
| Thấp kỉ lục °F                           | −35.5                          | −38.4                          | −15.7                          | 7.9                            | 24.1                           | 41.5                           | 49.3                           | 43.9                           | 24.8                           | 5.5                            | −17.5                          | −36.2                          | −38.4                          |
| Lượng Giáng thủy trung bình inches       | 0.21                           | 0.24                           | 0.54                           | 1.00                           | 2.50                           | 4.26                           | 5.59                           | 5.01                           | 2.16                           | 1.18                           | 0.78                           | 0.39                           | 23.86                          |
| Số ngày giáng thủy trung bình (≥ 0.1 mm) | 6.3                            | 4.8                            | 6.8                            | 7.9                            | 13.2                           | 14.0                           | 14.3                           | 13.4                           | 9.6                            | 8.0                            | 7.2                            | 7.6                            | 113.1                          |
| Số ngày tuyết rơi trung bình             | 9.1                            | 6.8                            | 7.9                            | 2.8                            | 0                              | 0                              | 0                              | 0                              | 0                              | 2.3                            | 8.1                            | 10.2                           | 47.2                           |
| Độ ẩm tương đối trung bình (%)           | 73                             | 67                             | 62                             | 54                             | 59                             | 69                             | 78                             | 80                             | 73                             | 66                             | 69                             | 74                             | 69                             |
| Số giờ nắng trung bình tháng             | 153.6                          | 177.8                          | 212.0                          | 209.6                          | 229.5                          | 233.9                          | 214.5                          | 209.0                          | 218.7                          | 182.2                          | 142.1                          | 136.7                          | 2.319,6                        |
| Phần trăm nắng có thể                    | 54                             | 60                             | 57                             | 52                             | 50                             | 50                             | 46                             | 49                             | 59                             | 54                             | 50                             | 50                             | 53                             |
| Nguồn: Cục Khí tượng Trung Quốc          |                                |                                |                                |                                |                                |                                |                                |                                |                                |                                |                                |                                |                                |